# Maratos

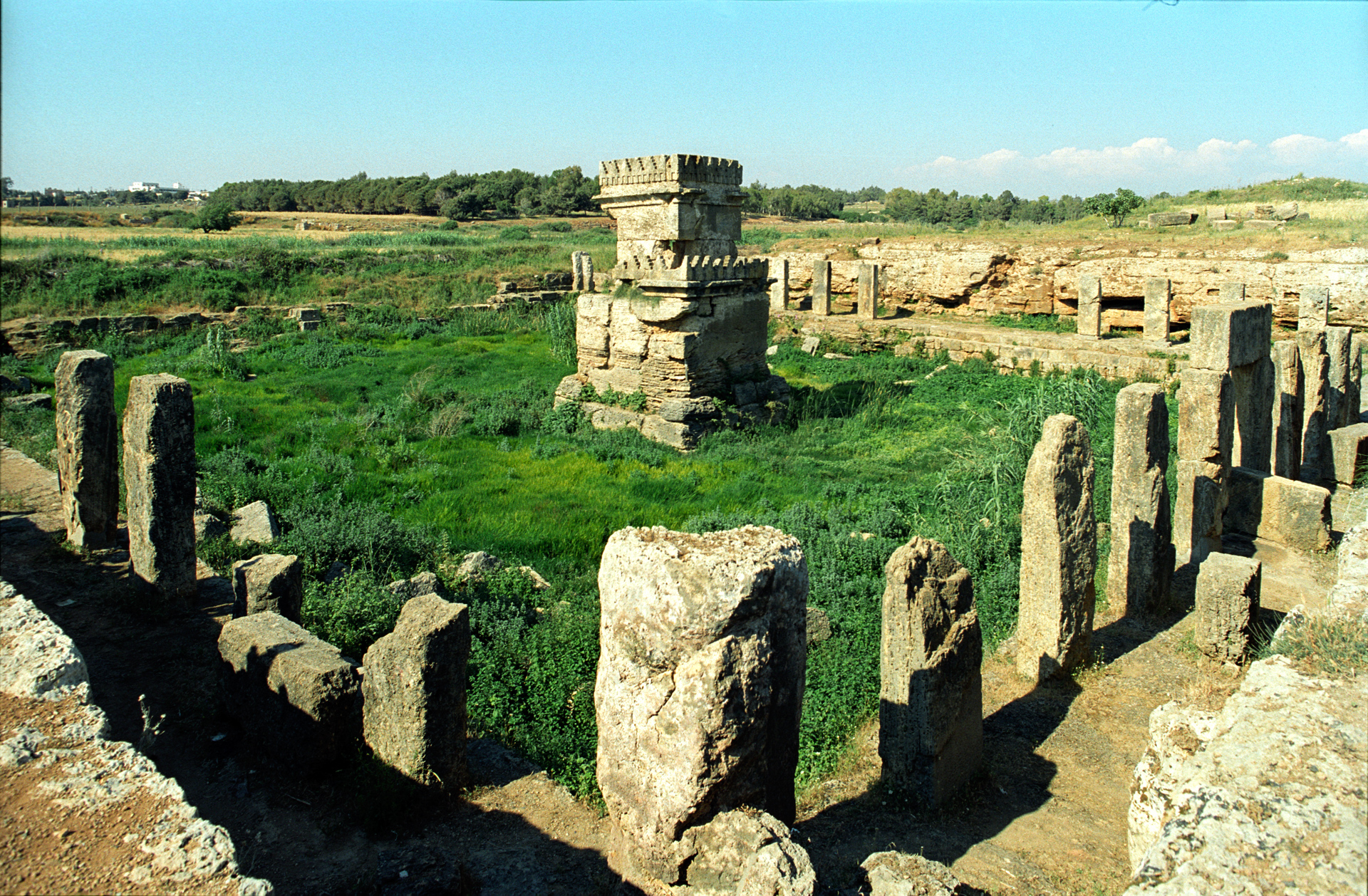
Amrit, nom àrab de Maratos (Síria)

Maratos (Marathus Μάραθος en grec, o Marat 𐤌𐤓𐤕 en canaanita; Amrit en àrab) fou una ciutat de la costa de Síria al nord d'Aradus, al districte que Claudi Ptolemeu esmenta sota el nom de Cassiotis, que arribava fins a Antioquia. Depenia de la ciutat d'Arados o Aradus. Plini la situa davant l'illa d'Arados.
Durant el regnat d'Alexandre I Balas, el rei d'Arados va enviar un suborn de 300 talents a Ammnios, el primer ministre del rei, a canvi de Maratos, i es van poder fer amb la ciutat.